# Acmenychus inermis
Acmenychus inermis là một loài bọ cánh cứng trong họ Chrysomelidae. Loài này được Zubkoff miêu tả khoa học năm 1833.